# Josef Wladimirowitsch Gurko

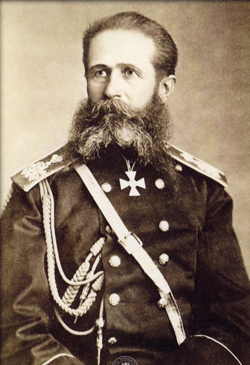
Josef Wladimirowitsch Gurko

Josef Wladimirowitsch Gurko (russisch Иосиф Владимирович Гурко;  wissenschaftliche Transliteration Iosif Vladimirovič Gurko, * 16. Julijul. / 28. Juli 1828greg.; † 15. Januarjul. / 28. Januar 1901greg. nahe Twer) war ein General der russischen Armee.

## Militärische Karriere
Gurko wurde als Sohn eines Generals geboren und im Pagenkorps erzogen. 1846 trat er als Kornett in das Gardehusarenregiment ein und wurde 1852 bereits zum Hauptmann bei der Linieninfanterie befördert. Er machte dann den Krimkrieg im Regiment Diebitsch mit. 1857 ging Gurko als Chef einer Eskadron wieder in das Gardehusarenregiment zurück. Er wurde 1860 Flügeladjutant des Zaren Alexander und 1861 zum Oberst befördert.
1863 ging er in den polnischen Teil Russlands, wo er an der Niederwerfung des Januaraufstands hervorragend beteiligt war. 1866 wurde er Kommandeur eines Husarenregiments und 1867 zum Generalmajor und Kommandeur des Leibgardehusarenregiments zu Pferd ernannt. Er stieg 1873 zum Kommandeur einer Garde-Kavalleriebrigade auf und erhielt 1875 den Rang eines Divisionskommandeurs.

## Russisch-Türkischer Krieg

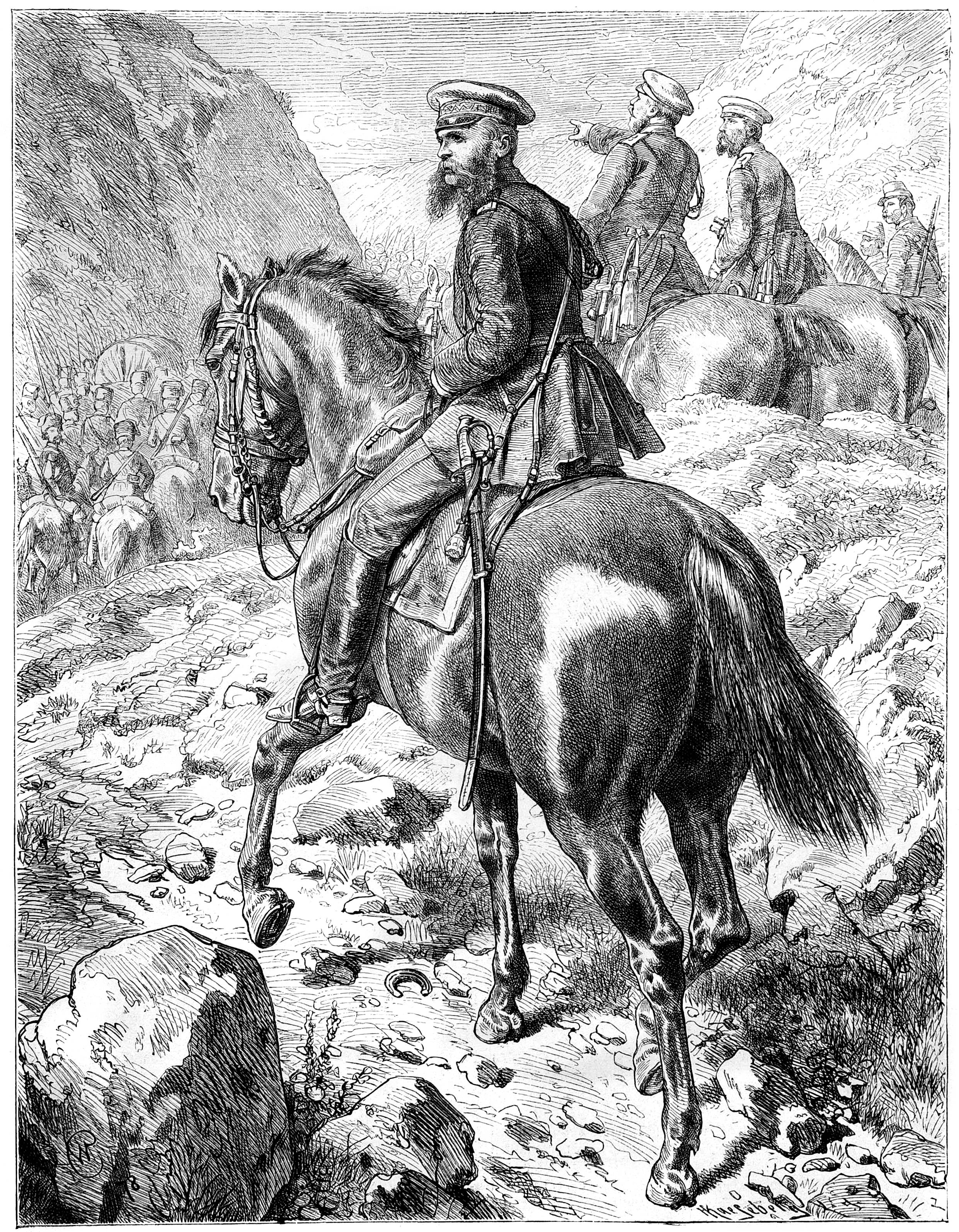
General Gurko, Zeichnung von Wilhelm Camphausen, 1878

Bei Ausbruch des Russisch-Türkischen Krieges 1877 (Balkankrise) erhielt er das Kommando über ein hauptsächlich aus Kavallerie zusammengesetztes Spezialkorps, mit dem er im Juli bei Tarnowo das Balkangebirge überschritt, den Schipkapass und Stara Sagora nahm und bis auf zwei Tagesmärsche auf Adrianopel vordrang. Er musste sich daraufhin vor der Armee Süleiman Paschas wieder über den Balkan zurückziehen. Im Oktober erhielt Gurko den Befehl über die gesamten Garden und die Kavallerie der Westarmee mit dem Auftrag, die rückwärtigen Verbindungen des bei Plewen (Plewna) stehenden türkischen Heeres unter Osman Pascha zu unterbrechen und dessen Einschließung zu vollenden. Gurko erreichte dies, indem er am 24. Oktober das verschanzte Gorni Dubnik erstürmte und am 28. Oktober das ebenfalls verschanzte Dorf Telisch durch Beschießung zur Übergabe gezwungen hatte. Daraufhin überschritt er im Dezember erneut den Balkan und besetzte am 4. Januar 1878 Sofia, schlug zusammen mit den Truppen unter General Radezki die Belagerungsarmee am Schipkapass und marschierte von dort nach Philippopolis (Plowdiw), wo er in der dreitägigen Schlacht bei Philippopolis (vom 15. bis 17. Januar) die Armee Süleiman Paschas zersprengte. Am 20. Januar erreichten die russischen Truppen Adrianopel (Edirne), woraufhin der Waffenstillstand geschlossen wurde.

## Generalgouverneur und Attentate auf den Zaren
Nach Beendigung des Krieges wurde Gurko zum General der Kavallerie und Generaladjutanten des Zaren befördert. Am 14. April 1879 wurde er mit ausgedehnten Vollmachten zum Generalgouverneur von Sankt Petersburg ernannt. Da Gurko jedoch während des nächsten Winters die Attentate gegen das Leben des Zaren nicht verhüten konnte, wurde er 1880 seiner Stellung enthoben und von jeder weiteren militärischen Dienstleistung entbunden. Erst Alexander III. rief ihn wieder in den aktiven Dienst zurück und übertrug ihm 1882 das Generalgouverneursamt von Odessa und 1883 das von Warschau im Weichselland (Polen), wo er bis 1894 diente.
Ab 1886 war er Mitglied im Staatsrat.
Am 29. März 1888 wurde er zum Oberkommandierenden der Armee an der Westfront und Generalgouverneur von Polen ernannt
Am 14. Januar 1892 wird er von diesem Posten wieder abberufen als friedfertige Geste gegenüber Deutschland.
Im Dezember 1894 erhielt Gurko wegen einer Erkrankung seine Entlassung unter Ernennung zum Generalfeldmarschall.
Josef Gurko starb am 15. Januarjul. / 28. Januar 1901greg. auf seinem Gut Sacharowo bei Twer.

## Familie
Im Jahr 1861 ehelichte er Gräfin Maria Salias de Tournemir (1842–1906), älteste Tochter der Schriftstellerin Jewgenia Tur (1815–1892). 1884 wurde Maria Andrejewna der Orden der Heiligen Katharina verliehen. Der glücklichen Ehe entstammen mehrere Kinder:
- Wladimir (1862–1927)
- Wassili (1864–1937)
- Jewgeni (1866–1891)
- Dmitri (1872–1945)
- Nikolai (1874–1901)
- Alexei (1880–1889)